# Cenano Amatúnio
Cenano Amatúnio (em latim: Cenanus; em armênio: Կենան; romaniz.: Kenan) foi nobre armênio (nacarar) do século IV.

## Nome
Cenano (em latim: Cenanus) é a forma latina do armênio Quenã (Կենան, Kenan), cuja origem é incerta.

## Vida
A parentela de Cenano é incerta, exceto que pertencia à família Amatúnio. De acordo com Moisés de Corene, quando o Reino da Armênia foi repartido pelo imperador Teodósio I (r. 378–395) e o xainxá Sapor III (r. 383–388) nos termos da Paz de Acilisena de 387, Cenano decidiu permanecer junto de Ársaces III na porção romana.